# Willoughby with Sloothby
Willoughby with Sloothby est une paroisse civile du Lincolnshire, en Angleterre.